# Construção (canção)
"Construção" é uma canção do cantor e compositor brasileiro Chico Buarque, lançada em 1971 para seu álbum homônimo. Junto com Pedro Pedreiro, é considerada uma das canções mais emblemáticas da vertente crítica do compositor, "podendo-se enquadrar como um testemunho doloroso das relações aviltantes entre o capital e o trabalho".
A letra foi composta em versos dodecassílabos, que sempre terminam numa palavra proparoxítona. Os 17 versos da primeira parte (quatro quartetos, acrescidos de um verso-desfecho) são praticamente os mesmos dezessete que compõem a segunda parte, mudando apenas a última palavra. Os arranjos são do maestro Rogério Duprat, em uma melodia repetitiva, desenvolvida inicialmente sobre dois acordes. A música, entretanto, tem harmonia bem mais complexa.

A canção foi feita em um dos períodos mais severos da ditadura militar no Brasil, em meio à censura e às perseguições políticas. Chico Buarque havia retornado da Itália em março de 1970, país onde vivia desde o início de 1969, ao tomar distância voluntária da repressão política brasileira. A canção já foi eleita em enquete da Folha de S. Paulo como a segunda melhor canção brasileira de todos os tempos e, por eleição na revista Rolling Stone, a "maior canção brasileira de todos os tempos" . Recebeu também grande destaque durante a Cerimônia de Abertura dos Jogos Olímpicos de Verão de 2016, tocada ao fundo de um dos segmentos artísticos.

## Letra e música
Em um formato tipicamente épico, Construção narra a história de um trabalhador da construção civil morto no exercício de sua profissão, em seu último dia de vida, desde a saída de casa para o trabalho ("Beijou sua mulher como se fosse a última") até o momento da queda mortal ("E se acabou no chão feito um pacote flácido"). O narrador observa, organiza e comunica os acontecimentos, ocorridos numa história circular, cantada em melodia reiterativa e que modifica o ângulo de observação a cada repetição da letra com a troca de comparações ("Ergueu no patamar quatro paredes sólidas/mágicas/flácidas"), mas que no final encaminha para o mesmo fim, uma morte.
A letra contém uma forte crítica à alienação do trabalhador na sociedade capitalista moderna e urbana, reduzido a condição mecânica - intensificado especialmente por seus atos no terceiro bloco da canção ("máquina", "lógico"). Quando esse trabalhador ("um pacote flácido/tímido/bêbado") morre, a constatação é de que sua morte apenas atrapalha o "tráfego", o "público" ou o "sábado". Ainda assim, Chico declarou, em entrevista concedida à revista Status, em 1973, que Construção não era para ele uma música de denúncia ou protesto. "(...) Em Construção, a emoção estava no jogo de palavras. Agora, se você coloca um ser humano dentro de um jogo de palavras, como se fosse... um tijolo - acaba mexendo com a emoção das pessoas."
O autor emprega ousados processos de construção poética como, por exemplo, a alternância das proparoxítonas finais, "como se fossem peças de um jogo num tabuleiro", segundo o próprio Chico. A letra é dividida em três blocos. Nos dois primeiros, compostos por 17 versos, e mais seis no último bloco. Nos dois primeiros blocos é possível perceber o nítido jogo de palavras proparoxítonas criado por Chico.
| Corpo fixo                               | Palavras intercambiáveis | Palavras intercambiáveis | Palavras intercambiáveis |
| Corpo fixo                               | 1º Bloco                 | 2º Bloco                 | 3º Bloco                 |
| ---------------------------------------- | ------------------------ | ------------------------ | ------------------------ |
| 1. Amou daquela vez como se fosse        | a última                 | o último                 | máquina                  |
| 2. Beijou sua mulher como se fosse       | a última                 | a única                  | lógico                   |
| 3. E cada filho seu como se fosse        | o único                  | o pródigo                | -/-                      |
| 4. E atravessou a rua com seu passo      | tímido                   | bêbado                   | -/-                      |
| 5. Subiu a construção como se fosse      | máquina                  | sólido                   | -/-                      |
| 6. Ergueu no patamar quatro paredes      | sólidas                  | mágicas                  | flácidas                 |
| 7. Tijolo com tijolo num desenho         | mágico                   | lógico                   | -/-                      |
| 8. Seus olhos embotados de cimento e     | lágrima                  | tráfego                  | -/-                      |
| 9. Sentou pra descansar como se fosse    | sábado                   | um príncipe              | um pássaro               |
| 10. Comeu feijão com arroz como se fosse | um príncipe              | o máximo                 | -/-                      |
| 11. Bebeu e soluçou como se fosse        | um náufrago              | máquina                  | -/-                      |
| 12. Dançou e gargalhou como se           | ouvisse música           | fosse o próximo          | -/-                      |
| 13. E tropeçou no céu como se            | fosse um bêbado          | ouvisse música           | -/-                      |
| 14. E flutuou no ar como se fosse        | um pássaro               | sábado                   | um príncipe              |
| 15. E se acabou no chão feito um pacote  | flácido                  | tímido                   | bêbado                   |
| 16. Agonizou no meio do passeio          | público                  | náufrago                 | -/-                      |
| 17. Morreu na contramão atrapalhando o   | tráfego                  | público                  | sábado                   |

No rascunho de Construção, os versos estavam soltos, mas já dentro de uma métrica e ritmo final. Alguns desses versos foram abandonados: "Pôs pedra sobre pedra até perder o fôlego" / "E o máximo suor por um salário mínimo". Em um rascunho posterior, a melodia sugere o agrupamento dos versos em quadro. E só depois de concluída a primeira parte é que apareceram as alternativas: ("Tijolo com tijolo num desenho mágico/lógico", "E flutuou no ar como se fosse um pássaro/sábado", etc).
À complexidade da letra de Construção, corresponde uma linha de apenas dois acordes, composta pelo maestro Rogério Duprat, que são repetidos à medida que se sucedem as imagens "como se ele tivesse realmente colocando laje sobre laje num edifício." O grupo MPB-4 participa do coro musical. Após o último verso do terceiro bloco, surge uma reprise com três estrofes de "Deus lhe pague", canção que abre o disco Construção.

## Crítica
O músico brasileiro Tom Jobim adorava a canção. Segundo seu filho Paulo Jobim, o pai chegou a recortar a letra da canção, publicada em um jornal da época, e a colou em um caderno. Helena Jobim confirma o entusiasmo do irmão. "Comentava a perfeição da letra, em que Chico [Buarque] usa palavras proparoxítonas, com rara maestria."
Conhecido por sua posições de direita, o jornalista David Nasser pôs-se um dia a louvar a canção — para, num trecho do artigo, a falar da insistência nas proparoxítonas, acrescentar mais uma: "Médici, o nosso presidente".
Para Jairo Severiano e Zuza Homem de Mello, Construção tem "uma letra extraordinária, de qualidade rara numa canção popular".
Em 2001 o jornal Folha de S.Paulo, em uma enquete realizada com 214 votantes (entre jornalistas, músicos e artistas do Brasil), elegeu Construção como a segunda melhor canção brasileira de todos os tempos - atrás de Águas de Março, de Tom Jobim. Já em uma eleição, em 2009, promovida pela versão brasileira da revista Rolling Stone, "Construção" foi eleita a melhor canção brasileira de todos os tempos.